# Oxycheilinus digramma
El barbanegra rayado (Oxycheilinus digramma) es una especie de peces de la familia de los lábridos.

## Morfología
La longitud máxima descrita es de 40 cm. Tiene 9 espinas en la aleta dorsal y 3 en la anal.

## Distribución y hábitat
Es un pez marino de hábitat salobre asociado a arrecife, que vive en un rango de profundidad entre 3 y 60 metros. Se distribuye desde el Mar Rojo y la África Oriental, en el océano Índico, hasta las Islas Marshall y Samoa en el océano Pacífico.
Suele vivir solitario, los más jóvenes en las charcas costeras y los adultos en arrecifes de coral, donde se alimenta de moluscos de concha dura, crustáceos y erizos de mar. Esta especie se acerca mucho a los buzos por curiosidad.